# Clusia brittonii
Clusia brittonii är en tvåhjärtbladig växtart som beskrevs av Brother Alain. Clusia brittonii ingår i släktet Clusia och familjen Clusiaceae. Inga underarter finns listade i Catalogue of Life.